# Szent Mihály és Gábriel arkangyalok fatemplom (Kisgyógypatak)
A kisgyógypataki fatemplom műemlék Romániában, Fehér megyében. A romániai műemlékek jegyzékében az AB-II-m-A-00230 sorszámon szerepel.